# Parallelismus (Musik)
Als Parallelismus werden in der Musiktheorie bestimmte Satzmodelle bezeichnet, darunter (als Dur-Moll-Parallelismus) die Sequenz, die dem berühmten Kanon von Johann Pachelbel zugrunde liegt.
Der Begriff stammt von Carl Dahlhaus. Dieser verwendet ihn einerseits für das Verhältnis zwischen Parallelklängen im Sinne der Funktionstheorie und andererseits für jenes Muster, das ihm zufolge (neben der vollständigen Kadenz und der Quintschrittsequenz) zu den „charakteristischen Schemata der tonalen Harmonik“ gehört: „Moll: V–I–VII–III = Dur: III–VI–V–I oder Moll: III–VII–I–V = Dur: I–V–VI–III“:
Z. B. in C-Dur/a-Moll:
Andere gängige Bezeichnungen für den Dur-Moll-Parallelismus sind Pachelbel-Sequenz, terzschrittige Quartfallsequenz und Romanesca.
Hartmut Fladt hat den Begriff Parallelismus uminterpretiert und die Parallelführung zweier Stimmen, die dem Dur-Moll-Parallelismus satztechnisch zugrunde liegt, in den Vordergrund gerückt. Vor diesem Hintergrund spricht er auch von Terzen-, Sexten- und Dezimen-Parallelismen. Darüber hinaus unterscheidet er:
- Moll-Dur-Parallelismen: D–t–(D)–tP
- Parallelismen mit chiastisch vertauschten Gliedern, z. B.: T–D–(D)–Tp
- Dur-Dur-Parallelismen, z. B.: C–G7–As–Es7–E–H7–…
- Moll-Moll-Parallelismen, z. B.: c–B–es–Des–ges–E–a–…

Historisch sind die Akkordfolgen des Dur-Moll- und Moll-Dur-Parallelismus tatsächlich aus der Parallelführung zweier Stimmen mit einer hinzugefügten Bassstimme entstanden. Dies belegt u. a. der Traktat De praeceptis artis musicae des Guilielmus Monachus (um 1480), wo dieses Verfahren als Improvisationspraxis beschrieben wird. Die Bassstimme (contratenor bassus) alterniert in Bezug auf die Oberstimme der Terzparallelen (bzw. die Unterstimme der Sextparallelen) zwischen Unterterz und Unterquinte.
Die charakteristischen Klangfolgen des Passamezzo, der Folia sowie die in aktueller Popularmusik häufig verwendete I–V–VI–IV-Progression können alle aus diesem Verfahren hergeleitet werden: